# Bandera Adegi
La Bandera Adegi fue una competición de remo, de la especialidad de traineras que tuvo lugar en la Bahía de Pasajes (Guipúzcoa) entre los años 2017 y 2021 en categoría masculina y en 2019 y 2020 en femenina, organizada por la Sociedad de Remo Koxtape Pasajes de San Juan y patrocinada por Adegi (Asociación de Empresas de Gipuzkoa) siendo puntuable para las ligas ACT, ARC y ETE.

## Historia
Las regatas se disputaron en la bahía de Pasajes desde la temporada 2017 en categoría masculina y 2019 en categoría femenina. En las temporadas 2017 y 2018 estuvieron incluidas en el calendario de pruebas de la Liga ACT y desde la temporada 2019 a la 2021 formó parte del calendario del grupo 1 de la Liga ARC, todo ello en categoría masculina, y en categoría femenino formaron parte de la Liga ETE; categorías en la que bogaron las traineras masculina y femenina, respectivamente, de la Sociedad de Remo Koxtape Pasajes de San Juan, organizadora de la prueba, ya que tanto la Liga ACT como la Liga ARC y como la Liga ETE exigen a los clubes que participan en dichas competiciones la organización de al menos una regata.
La boya de salida y meta se situó frente al muelle Molinao (Pasajes Antxo) y la baliza frente a Pasajes San Pedro, con las calles dispuestas en paralelo el muelle Buenavista y frente a Pasajes de San Juan. Las pruebas se realizaron por el sistema de tandas por calles, a seis largos y cinco ciabogas con un recorrido de 3 millas náuticas que equivalen a 5556 metros en categoría masculina. En categoría femenina se remaron tres largos y dos ciabogas lo que supone un recorrido de 1.5 millas náuticas que equivalen a 2778 metros.

## Categoría masculina

### Historial
| Edición | Año  | Ganador      | Segundo      | Tercero     |
| ------- | ---- | ------------ | ------------ | ----------- |
| I       | 2017 | Fuenterrabía | Urdaibai     | Zierbena    |
| II      | 2018 | Urdaibai     | Fuenterrabía | Zierbena    |
| III     | 2019 | Zarautz      | San Juan     | Pedreña     |
| IV      | 2020 | Pedreña      | Getaria      | Deusto      |
| V       | 2021 | Kaiku        | Deusto       | San Pedro B |

### Palmarés
| Victorias | Club         | Años |
| --------- | ------------ | ---- |
| 1         | Fuenterrabía | 2017 |
| 1         | Urdaibai     | 2018 |
| 1         | Zarautz      | 2019 |
| 1         | Pedreña      | 2020 |
| 1         | Kaiku        | 2021 |

## Categoría femenina

### Historial
| Edición | Año  | Ganador | Segundo  | Tercero  |
| ------- | ---- | ------- | -------- | -------- |
| I       | 2019 | Hibaika | Tolosa   | Deusto   |
| IV      | 2020 | Tolosa  | Ondarroa | San Juan |

La edición de 2020 se identificó como IV, al igual que la prueba masculina, pese a no ser existir ni la segunda ni tercera edición en categoría femenina.

### Palmarés
| Victorias | Club    | Años |
| --------- | ------- | ---- |
| 1         | Hibaika | 2019 |
| 1         | Tolosa  | 2020 |